# Берлинско-Бранденбургская академия наук
Берлинско-Бранденбурская (Берлин-Бранденбургская) академия наук (нем. Berlin-Brandenburgische Akademie der Wissenschaften) — одна из региональных академий наук в Германии, член союза немецких академий наук. Учреждена на основании соглашения между федеральными землями Берлин и Бранденбург от 21 мая 1992 года.
Несмотря на очень позднее возникновение, по сравнению с другими немецкими академиями наук, Берлинско-Бранденбургская академия наук позиционируется как преемница научных традиций Прусской академии наук (1700—1945), основанной при активном содействии Готфрида Вильгельма Лейбница.
В правовом отношении Берлинско-Бранденбургская академия наук имеет статус публично-правовой корпорации с правом самоуправления. Основные учреждения академии расположены в столицах обоих федеральных земель — в Берлине и Потсдаме.

## История
В 1700 году при активном участии И. Г. Лейбница была основана Прусская академия наук. В 1946 году на её базе советским военным командованием была учреждена Германская академия наук в Берлине (с 1972 года — Академия наук ГДР), в состав которой вошел ряд членов Прусской академия наук, её имущество и научные проекты.
После воссоединения Германии, к концу 1991 года, Академия наук ГДР была упразднена, а её имущество и проекты поступили в ведение новообразованных федеральных земель и ряда научных организаций. После соглашения между землями Берлин и Бранденбург 1992 года о создании общей академии наук, в ведение новообразованной региональной академии было передано имущество и проекты бывшей Академии наук ГДР. Однако, в штат Берлинско-Бранденбургской академии наук члены бывшей Академии наук ГДР практически не попали — был набран новый состав исследователей, а само учреждение академии позиционировалось как воссоздание, на новой основе, традиций Прусской академии наук.
Берлинско-Бранденбургская академия наук начала свою работу 28 марта 1993 года под руководством президента-основателя Хуберта Маркля. С 1995 по 2005 год академию возглавлял Дитер Зимон, с 2006 по 2015 год это был Гюнтер Штокк, а с 2015 года — Мартин Грётчель. Штаб-квартира Берлинско-Бранденбургской академии наук находится в Берлине на углу Жандарменмаркта и Ягерштрассе, в бывшем здании банка, где когда-то располагался президиум Академии наук ГДР.

## Текущая деятельность

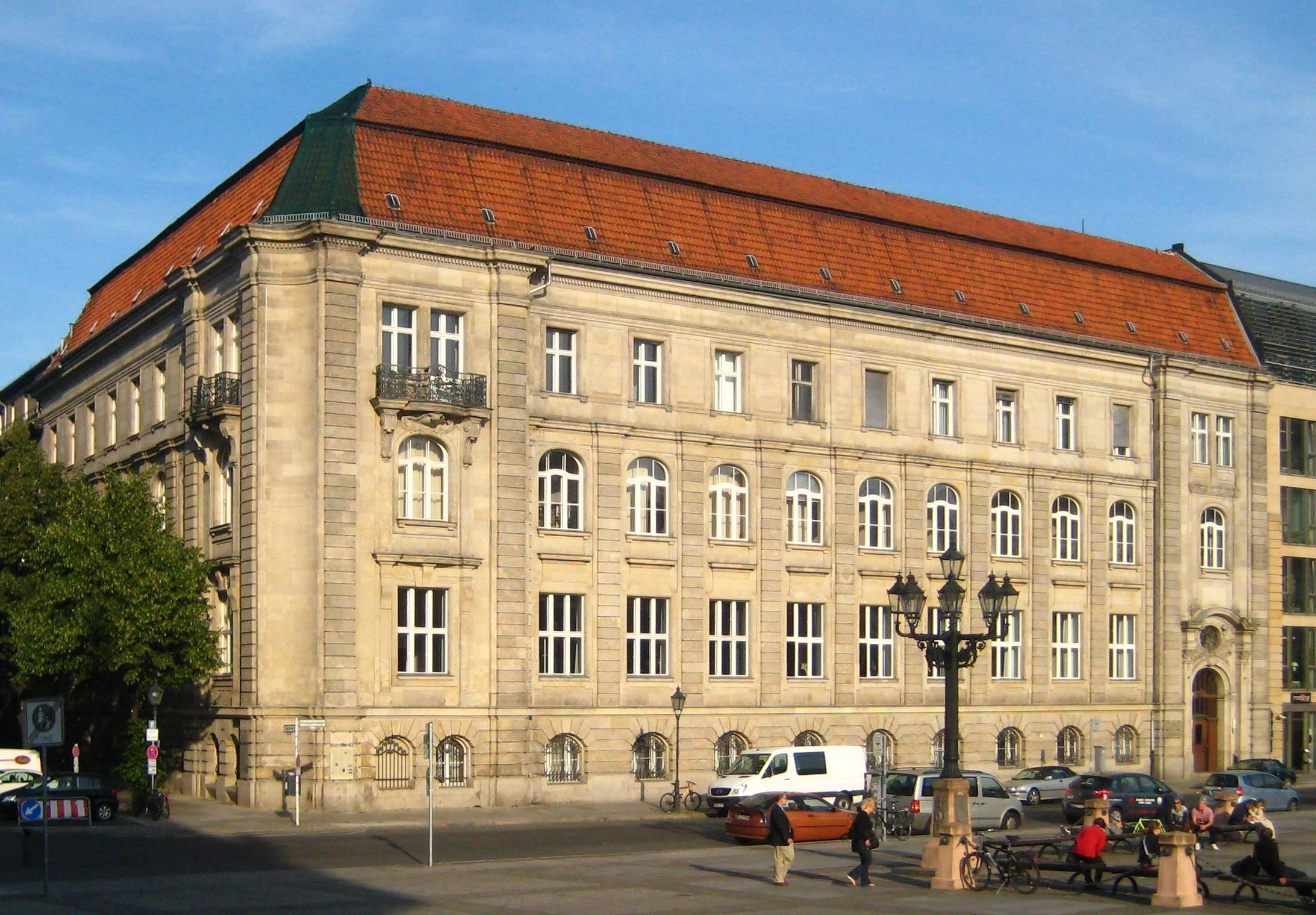
Главное здание академии на углу Жандарменмаркта

### Проекты Академии
Проекты Академии и другие проекты финансируемые извне, делают Академию крупнейшим в регионе не университетским научно-исследовательским учреждением с гуманитарным профилем. Её проекты включают в себя большие словари немецкого и иностранных языков, редактирование текстов из древних источников, средневековых и современных, произведения «классиков» различных областей науки, а также документальных фильмов.
- Александр фон Гумбольдт. Наука движения.
- Александр фон Гумбольдт. Исследование (завершено)
- Древне-Египетский словарь (завершен)
- Адаптационные стратегии позднеевропейской монархии на прусском примере 1786—1918 гг.
- Берлинская классика (завершено)
- Бернд Алоис Циммерманн. Полное издание. Издание историко-критических произведений, писаний и писем.
- Перепись античных произведений искусства и архитектуры, известных в эпоху Возрождения (завершена)
- Комментарий в Aristotle Graeca et Byzantina
- Corpus Coranicum
- Corpus Inscriptionum Latinarum
- Corpus Medicorum Graecorum / Latinorum (завершено)
- Corpus Vitrearum Medii Aevi
- Покойный Ницше
- Австрийский переводчик Библии. Слово Божье
- Немецкие тексты средневековья (завершены)
- Немецкий словарь (завершен)
- Александрийская и антиохенская библейская экзегеза в поздней античности — греческие и христианские писатели
- Цифровой словарь немецкого языка
- Гален как медиатор. Толкователь древней медицины
- План Goedekes (завершен)
- Словарь Гёте
- Надписи греческие
- Ежегодные отчеты по истории Германии (завершены)
- Иоахим Фиоре
- Исследовательский центр Курта Гёделя: философские замечания Курта Гёделя
- Лейбницкий выпуск в Берлине
- Лейбницкий выпуск в Потсдаме
- Маркс-Энгельс. Полное собрание сочинений.
- Памятники и Достопримечательности
- Новое издание работ Иммануила Канта (завершено)
- Услуги экосистемы (завершены)
- Parzival (завершено)
- Пруссия как культурное государство (завершено)
- Просопография Империя Романи (завершена)
- Документы и письма императора Фридриха III. (1440—1493)
- Шлейермахер в Берлине 1808—1834 гг. Корреспонденция, ежедневный календарь, лекции.
- Структуры и преобразования лексики египетского языка. Культура текстов и знаний в Древнем Египте
- TECHcultures (завершено)
- Исследования Турфана
- Рабочие издания: Людвига Андреаса Фейербаха, Георгия Форстера, Иммануила Канта, Готфрида Вильгельма Лейбница, Карла Маркса и Фридриха Энгельса, Карла Филиппа Морица, Кристофа Мартина Виланда, Мартина Бубера, Уве Джонсона, Вильгельма фон Гумбольдта.

### Другие проекты
Члены Академии вместе с независимыми коллегами-специалистами и младшими исследователями входят в междисциплинарные рабочие группы и инициативные группы. Результаты деятельности Академия сохраняются в виде исследовательских отчетов, меморандумов и общих рекомендаций.
- Академия и школа
- Августовский драматургический и административный архив Вильгельма Иффланда (1796—1814). Разработка и издание (сторонний финансируемый проект)
- Переписка Алоиса Хирта в период 1787—1837 гг. (проект, финансируемый третьей стороной)
- Немецкий текстовый архив (завершен)
- Eutena (завершено)
- Доклад о генной технологии (междисциплинарная рабочая группа): в начале сентября 2005 года впервые был представлен, 580-страничный генно-инженерный отчет — анализ высоких технологий в Германии (как книга в Elsevier-Verlag, Мюнхен, ISBN 3-8274-1675-2), который должен обновляться с нерегулярными интервалами. Это подробный анализ всех основных областей генной инженерии, каждый из которых связан с рекомендациями для правительства, промышленности и общественности.
- Общество — Вода — Технологии (завершено)
- Исторические сады в изменении климата
- Международная справедливость и институциональная ответственность
- Ежегодная тема 2017/2018 «Язык»
- Жан Поль. Издание (сторонний финансируемый проект)
- Связь между наукой, общественностью и средствами массовой информации: значение, возможности и риски социальных сетей (завершено)
- Нормативность — Объективность — Действие (завершено) (инициатива)
- Палеокоран (сторонний финансируемый проект)
- Личный репозиторий данных, (Wiki) (завершен) (сторонний финансируемый проект)
- «Системные риски как прототипы формирования динамической структуры» (инициатива)
- TELOTA — Электронная жизнь Академии Digitalisat
- Цитаты и парафразы (завершено)

### Регулярные события
- Академические лекции
- День Лейбница (Leibniztag)
- День Эйнштейна (Einsteintag)
- Лекции Эрнста Майра
- Салон Софи Шарлотта (публичное вечернее мероприятие, которое Берлинско-Бранденбургская академия наук ежегодно организует с 2006 года в здании академии на Жандарменмаркт в Берлине).

### Электронная библиотека Академии
Результаты публикаций академических проектов и сотрудников академии (ББАН) вносятся в электронные архиви, на управляемый библиотекой академии сервер edoc.

### Молодая Академия/Всемирная Академия Молодежи/Арабско-Немецкая Академия
Академия наук «Леопольдина» совместно с Берлинско-Бранденбургской академией в июне 2000 года основала Юджскую Академию (Junge Akademie). Количество членов ограничено до 50 человек. В течение пяти лет выбираются выдающиеся представители молодых ученых с докторскими степенями. Основная задача Юджской Академии — способствовать развитию междисциплинарного научного дискурса среди выдающихся молодых ученых и продвижению инициатив на стыке науки и общества.
В 2010 году при поддержке ББАН была основана Глобальная молодёжная академия, которая считает себя академией для молодых ученых со всего мира. Арабско-немецкая академия гуманитарных наук была основана по инициативе Молодой академии в 2013 и служит для обмена академиками с арабским миром.

## Премии и награждения
Берлинско-Бранденбургская академия наук награждает:
- Медаль Гельмгольца
- Медаль Лейбница
- Почетное членство Берлинской Бранденбургской академии наук
- Академическая премия Берлинской Бранденбургской академии наук
- Премия Берлинско-Бранденбургской академии наук (фонд Commerzbank-Stiftung)
- Ева и Клаус Гроэ — премия Берлинско-Бранденбургской академии наук
- Премия Берлин — Бранденбургской академии наук (фонд Моники Кутцнер — фонд содействия онкологическим исследованиям)
- Инженерно-научная премия Берлинско-Бранденбургской академии наук (учреждена компанией Biotronik, впервые награждена в 2010 году)
- Вальтер де грюйтер — премия академии за выдающиеся научные достижения в области издательской Области издательства Вальтер де Грюйтер, предпочтительно гуманитарных наук
- Премия Берлинско-Бранденбургской академии наук (фонд «Перегринус» Рудольфа Меймберга[нем.])
- Сигрид и Хаинз Ханнсе — премия Берлинско-Бранденбургской академии наук за особые достижения в области гендерной медицины:
- Стипендия академии Берлинско-Бранденбургской академии наук (последний раз — 2006)
- Премия Берлинско-Бранденбургской академии наук (фонд издательства де Грайтер) (последний раз — 2006)
- Премия Берлинско-Бранденбургской академии наук (фонд Готтлиб Даймлера и фонд Карла Бенц) (последний раз — 2005)
- Медаль Канта (награждена с 2010 года) за достижения в области образования и науки в международном контексте

Междисциплинарная научно-исследовательская организация Digital Humanities в Берлине награждает с 2015 года Берлинской премией Digital Humanities.

## Члены Берлинско-Бранденбургской академии наук
См. Категория: Члены Берлинско-Бранденбургской академии наук